# Кавказькі мішані ліси

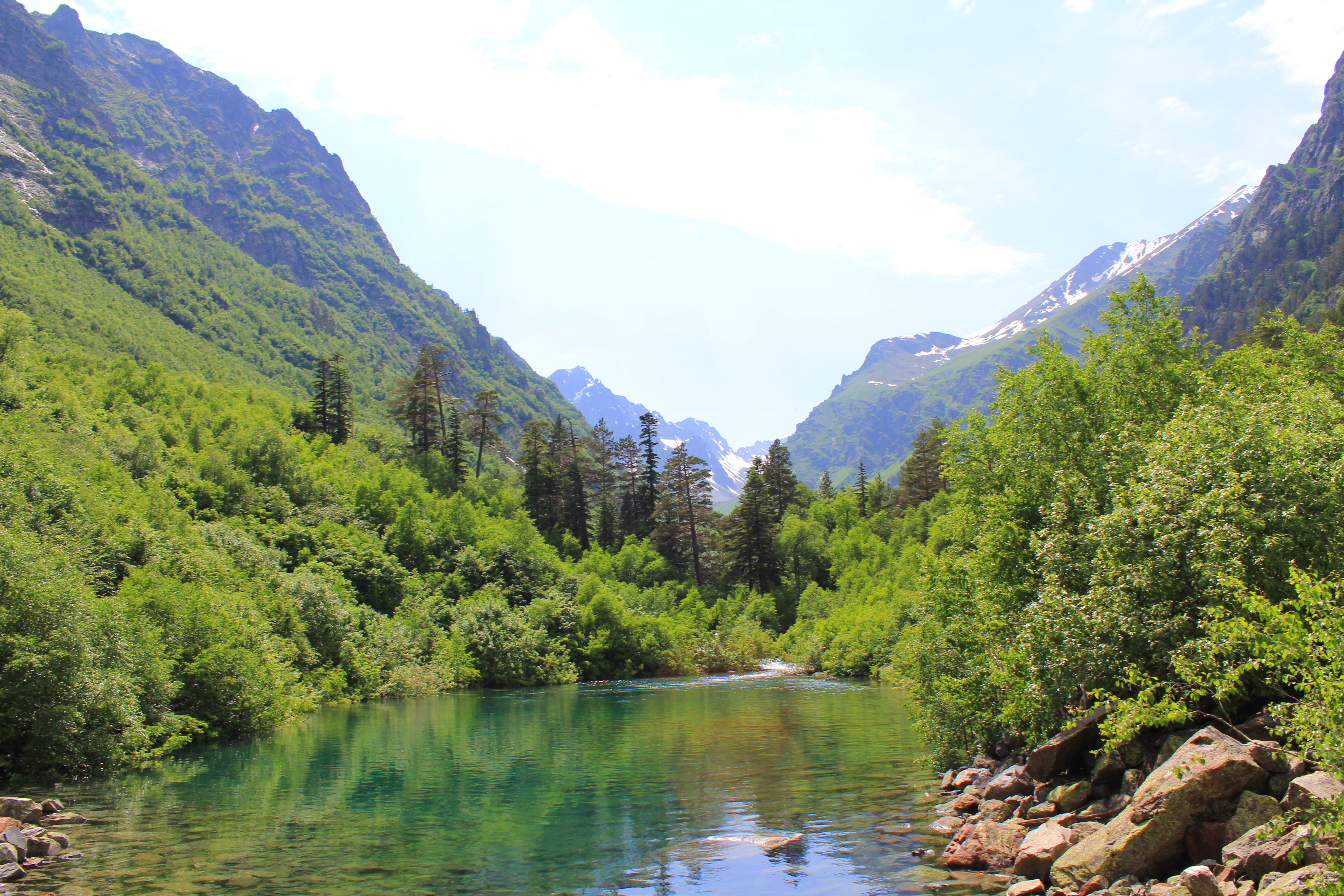
Третє Бадуцьке озеро, Тебердинський заповідник

Кавказькі мішані ліси — екорегіон, знаходиться у біомі лісів помірної зони, в Євразії (Західної Азії та Східній Європі). Покриває Кавказькі гори (що є межею між Європою і Азією), а також зону Малого Кавказу і східну частину Понтійських гір. Площа екорегіону становить 170 300 км². Найвища точка — гора Ельбрус. Регіон охоплює території наступних країн:
- Вірменія
- Азербайджан
- Грузія
- Іран
- Росія
- Туреччина

## Території під охороною
Близько 5 % займають території під охороною: національний заповідник Лагодехі, Боржомі-Харагуальський національний парк, Національний парк Тушеті в Грузії, Закатальський заповідник в Азербайджані і Кавказький заповідник, Кабардино-Балкарський високогірний заповідник, Північно-Осетинський заповідник, Національний парк Аланія в Росії.